# Макотерти
Макоте́рти — село в Україні, у Рівненському районі Рівненської області. Населення становить 152 осіб. Належить Дядьковицькій сільській громаді. 

## Історія
Перша звістка про Макотерти виринає з 1545 року. Тоді в описі Луцького замку сказано, що до Пересопницького монастиря відходять «Макотерти, в котором двадцать четьіре человека». Акт 1570 року засвідчує побиття пастухів і викрадення 5 жеребців «из пастбища Макотерт». У 1577 році Чарторийські платять від «Макотерть» за 5 «димів», 4 «городень», а через 11 років - за 6 «димів» і 5 «городень». Тоді село мало 20 садиб. При описі майнових меж за 1593 рік читаємо: «едучи вправо до дороги, которая с Понебьіля до Макотерть идет ку нашому к грунту Макотертскому, а то дорогою, пускаючи кгрунтьі макотертские влево, а вправо Пересопницкие и на долине, пустивши тую дорогу влево до Макотерт, управо через гору ку Шостакову едучи». У цих рядках є різні форми назви села й в їх числі відповідні прикметникові структури, як «кгрунтьі макотертские». У 1603 році «макотертский посесор Игнатий» розширює при панському дворі алеї, липові насадження, будує віллу, впорядковує під’їзні дороги до фільварку та околишніх осад. На передодні Визвольної війни під проводом Богдана Хмельницького в «Макотертах» згоріли фільваркові забудови. За актом 1773 року при дорозі до «Макотерть» пограбовано милостовського крамаря Ицка, який серед іншого віз 3 «бутлі» горілки. У цьому ж році «под Макотертами» зловили конокрада. На початку XX ст. Макотерти ще рахувались «деревнею», єпархіально приналежною до Пересопниці. Тоді тут було ТІ дво рів, 294 мешканців. Макотерт могло розвинутись від співзвучного слова в розумінні «той, хто розтирає мак для олії, страв, печива». Можливо, тут і втілене слово макотерта «макітра для розтирання маку», але, скоріш усього, якогось переносного значення стосовно голови людини на зразок висловів «голова, як макітра»; «підстригли під макітру»; «у нього не варить макітра»; а макотиря - це «низько підстрижена голова». За народними переказами, Макотерти від «терти мак». Тут, мовляв, осіли люде, які вирощували й переробляли багато маку. Казали: «Коли не прийдеш до них - труть мак». От за це їх і макотертами прозвали. Річку Омелянку в Макотертах називають Загибелькою. Бо, кажуть, у посуху пересихала, залишаючи одні ковбані. Зате славились джерела: Залисуха - «за горбом Лисуха, що мав «лису» вершину»; Мулова - «на маєтності Мула»; Гарбарня - «в урочищі, де виправляли («гарбували») шкури»; Касійкова криниця - «на маєтності Касійка»; Біле джерело - «криниця з крейдяним дном». Село Макотерти має в основному два кутки: Лапачі - «в напрямку до річки, де першим поселився Лапач»; Кутлянці - «центральне дільниця біля церкви, яку називали Куток». Заселений був колись і Огрудок - значний простір з садом, городами неподалік панського двора. Там на окраїні були й Чвораки, де в будинках на чотири сім’ї проживали поміщицькі наймати. Ґрунтові масиви Макотерт іменують так: Діброва - «орний ґрунт на місці дубового лісу»; Чортова гора - «між’яристий горб, де ніби виринали злісні чортовії»; Бахматівка - «поле, власником якого був Бахмат»; Полуволоки - «наділи орної землі площею півволоки, що дорівнювала 8,4 га»; Середнє плесо - «рівний культивований ґрунт серед двох підвищень»; Нивки - «невеликі поля серед колишніх лісів»; Загребля - «сінокіс по другому боці греблі»; Застінки - «ділянки землі з господарськими забудовами, розмежовані так званими «стінками», тобто доріжками»; Коло Кургану - «земля поблизу старовинного могильника»; Кут - «надрічковий луг за формою кута»; Клин - «дубовий ліс у формі трикутника»; Запуст - «сосновий ліс на місці зрубу»; Між Великі липи - «поле серед липового гаю»; Лава - «кінець вулиці в напрямку до Кривич»; Гниле болото - «надрічкова драговина з неприємним запахом води»; Середня дорога - «ґрунтовий шлях серед ярів у полі»; Пастовень - «громадський випас»; Коло пасіки - «сінокіс непода лік громадської пасіки»; Десятини - «наділи орноїземлі площами десятини: 1,09 га»; Городи - «присадибні ділянки землі».

## Свято-Покровська церква
Перше освячення престолу відбулось на свято Покрови у 1914 році. У 1962 році храм було закрито на 27 років. За цей час будівлю храму намагались переобладнати у зерносховище, хоча зі слів жителів зерна там ніхто не зберігав. По селі ходили чутки, що в будівлі храму хотіли зробити клуб, але чутки не здійснились. В 1986-1987 роках на будівлі висіла табличка “Будинок трауру”, ймовірно тут проводили частину обряду поховання. 20 серпня 1989 року храм відкрили і в ньому почали проводитись богослужіння. Нині храм повноцінно функціонує. З 2019 року громада храму приєдналася до Православної Церкви України.

## Географія
Селом протікає річка Устя.

## Населення
За переписом населення 2001 року в селі мешкали 152 особи, 100 % населення вказали своєї рідною мовою українську мову.